# ズヴェニスラヴァ・フセヴォロドヴナ
ズヴェニスラヴァ・フセヴォロドヴナ（あるいはアナスタシヤ・フセヴォロドヴナ、ズヴェニスラヴァ・チェルニゴフスカヤ）（ロシア語: Звенислава Всеволодовна、ポーランド語: Zwinisława Wsiewołodowna、? - 1155/60年）は、キエフ大公フセヴォロド2世とマリヤ（キエフ大公ムスチスラフ1世の娘）との間の子である。シロンスク公ボレスワフの妻となった。

## 生涯
ズヴェニスラヴァは1142年にクラクフで、ヴロツワフの統治者であったシロンスク公ボレスワフと結婚した。ボレスワフはピャスト朝に連なる、ポーランド大公ヴワディスワフの長男だった。キエフ大公の娘であるズヴェニスラヴァとの結婚は、ボレスワフにとって、自分の異母弟たち（なお、弟にはミェシュコ、コンラトがいる）との闘争における自身の立場を強化しようと画策したものだった。
しかし、結果としてはこの結婚はボレスワフに優位を寄与するものとはならず、まもなくボレスワフは異母弟によって、領国から追放された。ボレスワフと家族は神聖ローマ帝国のコンラート3世、フリードリヒ1世を頼り、滞在するための城の提供を受けた。
ズヴェニスラヴァはボレスワフとの間にヤロスワフとオルガの2人の子を産み、ポーランドに戻ることなく死去した。